# Спортни танци
Спортни танци е наименованието на група от танци, които се практикуват като вид спорт. Спортните танци са колективен спорт, като отборът е в постоянен състав от двама състезатели – лице от мъжки и лице от женски пол. Те са състезателна двойка (партньор и партньорка).
Първоначално възникнали като социални танци, през годините тези танци претърпяват промени и започват да се танцуват състезателно, по строго определени правила. 
Общо са 10 танца. Разделени са на 2 категории, всяка от които включва по 5 танца:
- латиноамерикански – самба, ча-ча-ча, румба, пасо добле и джайв;
- стандартни – (английски) валс, танго, виенски валс, бавен фокстрот и куик степ.[2]

## Правила
Спортните танци се считат за вид спорт и като такъв се танцуват под строго определени правила. Разделени са на две големи групи, в зависимост от характеристиките и произхода си: латиноамерикански и стандартни танци. Латиноамериканските танци са отличават със своята пищност, характерното движение на бедрата и таза, и по-свободното движение между партньорите. Стандартните танци, чийто произход е обвързан с изисканите балове през миналите векове, се характеризират със строго определен хват и позиция на тялото, прави бедра и елегантност и консервативност на движенията.

## Класове
Състезателните класове са разделени в зависимост от възрастта и майсторството на състезателите. Най-ниският танцов клас е Е, следват D, C, B, A и М, който е най-високият, „международен“ клас. Възрастово са разделени на: деца I, деца II, юноши-младша възраст, юноши-старша възраст, младежи и аматьори над 18 години. Също така има и състезателен клас „сеньори“, които са над 35 години. 
Една танцова двойка се състои от дама и кавалер, които участват на състезания. В зависимост от мястото, на което се класират, и броя състезатели, които участват, се печелят точки, на базата на които се преминава в по-горен клас. За провеждане на състезание в един клас са нужни поне 3 състезателни двойки, а за вземане на точки са необходими 3 двойки, при което двойката, класирала се на първо място набира 2 точки.
За ранг-листата на България са валидни състезанията за Купата на България. На тях могат да се явят състезатели от цялата страна от класовете В, А и М.
На регионалните и откритите турнири двойките се състезават само в тяхната възрастова група и танцов клас.
Всички начинаещи двойки, картотекирани от Българската федерация по спортни танци (БФСТ) или от Българската федерация на клубовете по спортни танци (БФКСТ), се записват в най-ниския клас – Е. За разлика от всички други по-горни класове, в D клас не се танцуват пасо добле и слоу фокстрот, а състезателите от B, A и M клас могат да изберат да танцуват или само латиноамерикански танци, или само стандартни; някои избират да продължат да се състезават и в двете категории. За преминаване в по-висок клас на състезателната двойка са нужни определен брой точки, в зависимост от класа ѝ:
Стари правила:
- от D за C клас – 22 точки;
- от C за B клас – 20 точки;
- от B за A клас – 14 точки;
- от A за M клас – 12 точки.

Нови правила:
- от E в D 	18
- от D в C 	16 	+3 т. от ЗП, Купа „България“ и ДП-I ранг;
- от C в B 	16 	+6 т. от ЗП, Купа „България“ и ДП-I ранг;
- от B в A 	18 	+12 т. от Купа „България“ и ДП-I ранг;
- от А в М 	20 	+24 т. от Купа „България“ и ДП-I ранг.

## Облекло
Латиноамериканските танци са известни със своите бляскави и набиващи се на очи костюми. При явяването на състезания има ограничения. При дамите от клас 9D, 11D, 11C клас е позволена рокля, дълга до коленете без украса. При кавалерите от клас D трябва да се сменят ризите при латиноамериканските танци, където са позволени папионки и черни елеци. В по-големите възрастови групи са позволени всякакъв вид украси – пайети, камъчета и др. За да се покаже огненият ритъм на латиноамериканските танци, партньорката облича рокля с камъни и/или ресни, а партньорът – атрактивна риза.
Обувките на танцьорите се различават за всяка от двете категории. Височината на токовете е съобразена с категорията танц, с разликата във височината на дамата и кавалера, с възрастовата им група, както и с индивидуалните им предпочитания.При латиноамериканските танци обикновено кавалерите танцуват с черни кожени или велурени лачени обувки. Обувките на дамите обикновено  наподобяват сандали – и в двата случая с висок тънък ток. Малките момиченца танцуват с широк ток но не по-висок от 3 сантиметра, а при момченцата – 2 см. Въпреки че са разрешени всички цветове, често обувките на дамите са в цвят охра, за да подхождат на всяка рокля.

## История

### Стандартни танци
Валсът е един от най-старите традиционни стандартни танци, появил се за първи път в Европа през 16-ти век. Въпреки че първоначално е популярен сред низшите класи, с времето той намира своето място и в дворцовите салони. Докато аристократите танцували менует по музика от композитори като Моцарт, Хайдн и Хендел, постепенно техният интерес към по-строгите танци намалява. Това довежда до смесване на танцовите стилове на висшите и низшите класи, когато благородниците започват да посещават баловете на своите слуги.
През 20-ти век в Буенос Айрес се ражда друг емблематичен стандартен танц — тангото. То е тясно свързано с местната музика, като традиционните инструменти включват китара и бандонеон. Танцът бързо става популярен не само в Аржентина, но и в Европа и Съединените щати. До 1914 г. тангото е добре прието във висшите обществени кръгове на Ню Йорк и Париж.
Друг забележителен стандартен танц, фокстротът, възниква в САЩ през 1914 г. и е кръстен на актьора Хари Фокс. Прочутата танцова двойка Върнън и Ирен Касъл популяризират фокстрота с плавни движения и го превръщат в сензация на Бродуей.
През 20-те години на миналия век, с развитието на джазовата музика, се появяват танци като суинг, линди хоп и чарлстон. Те, заедно с бавния фокстрот, формират основата на най-бързия стандартен танц — куикстепа. Сред най-популярните двойки в балните танци от този период са Фред Астер и Джинджър Роджърс, които оставят трайна следа с участието си в множество танцови филми.

### Латиноамерикански танци
Латиноамериканските танци отразяват влиянието на три основни култури: индийска, испано-португалска и африканска. Един от най-разпространените танци в този стил е кубинската румба, която става популярна през 40-те години на 20-ти век. Тя е с африкански корени, пренесени в Латинска Америка чрез търговията с роби.
Друг характерен танц е ча-ча, произлизащ от кубинската музика и танцова култура. През 50-те години британският учител по танци Пиер Лавел адаптира кубинските стъпки, като ги представя в Европа, и от тях се развива съвременната форма на ча-ча.
Самбата се заражда в Рио де Жанейро в началото на 20-ти век, като нейното наименование идва от анголската дума “семба”, която означава „покана за танц“. Корените на самбата могат да се проследят до африкански кръгови танци, които робите изпълнявали по време на събирания в покрайнините на Рио.
Най-бързият латиноамерикански танц, джайвът, също е с африкански произход. Той се популяризира в Съединените щати през 40-те години, повлиян от буги, рок енд рол и афроамериканския суинг.
Тези танци не само отразяват културното богатство на различни региони, но и остават неизменна част от съвременната танцова култура. 
В началото на XX век спортните танци започват да се утвърждават като състезателен спорт. Великобритания играе водеща роля в този процес, организирайки първите официални състезания през 1920-те години. През 1924 г. е създаден Imperial Society of Teachers of Dancing (ISTD), който стандартизира техниките и стиловете в спортните танци. Това допринася за популяризирането на състезанията и въвеждането на строги правила за оценяване.